# ISO 3166-2:GH
ISO 3166-2:GH é o subconjunto de códigos definido em ISO 3166-2, parte do padrão ISO 3166 publicado pela Organização Internacional para Padronização (ISO), para os nomes das principais subdivisões de Gana.
Os códigos referem-se às 10 regiões do país. Cada código é composto de duas partes, separadas por um hífen. A primeira parte é GH, o código ISO 3166-1 alpha-2 de Gana. A segunda parte consiste em duas letras.

## Códigos atuais
Códigos ISO 3166 e nomes das subdivisões estão listados como publicado pela Maintenance Agency (ISO 3166/MA).
As colunas podem ser classificadas clicando nos respectivos botões.
| Código | Nome da subdivisão (pt) |
| ------ | ----------------------- |
| GH-AH  | Ashanti                 |
| GH-BA  | Brong-Ahafo             |
| GH-CP  | Central                 |
| GH-EP  | Região Oriental         |
| GH-AA  | Grande Accra            |
| GH-NP  | Região Norte            |
| GH-UE  | Alto Oriental           |
| GH-UW  | Alto Ocidental          |
| GH-TV  | Região do Volta         |
| GH-WP  | Região Ocidental        |